# Заводная
«Заводная» (англ. The Windup Girl) — роман американского писателя-фантаста Паоло Бачигалупи в жанре биопанк. Написан и издан в 2009 году. Обрел широкое мировое признание, в 2009 году стал обладателем премии «Небьюла», а в 2010 году — премии «Хьюго», как лучший фантастический роман года. В 2009 году был включен в список десяти главных литературных произведений года по версии журнала «Тайм». Издан в России в 2012 году.

## Содержание
Действие романа разворачивается в XXIII веке в футуристическом Бангкоке. Мир «Заводной» представляет собой антиутопию: огромные территории суши были в результате глобального потепления поглощены мировым океаном,  углеводородные источники топлива почти истощены, большая часть техники работает на заводных пружинах различных модификаций. На первые роли выходят биотехнологии: могущественные международные корпорации, выпускающие генетически модифицированные сельскохозяйственные культуры, животных и даже людей, не гнушаются биотерроризма, использования частных армий и политических интриг. Для мира «Заводной» стали привычны экологические катастрофы с массовым голодом и эпидемиями, уносящими целые народы. Королевство Таиланд является консервативным обществом, относительно благополучным на фоне войн и катастроф за его пределами. Биологическая безопасность королевства основана на бдительно охраняемом властями банке «чистых» немодифицированных семян и деятельности «Ги Бу Сена» — таинственного «генетического хакера». Самыми могущественными людьми в стране являются регент при малолетней королеве Сомдет Чаопрайя, министр торговли Аккарат и министр природы генерал Прача.
Бизнесмен Андерсон Лейк устраивает в Бангкоке фабрику по производству пружинных аккумуляторов, способных запасать до гигаджоуля энергии, но это лишь прикрытие: на самом деле Андерсон — сотрудник компании «Агроген», пытающийся добраться до «Ги Бу Сена» и банка семян. Управляющий фабрикой — обнищавший этнический китаец Хок Сен — втайне изыскивает способы вернуть себе былое богатство, в частности, украсть чертежи пружин из сейфа Андерсона. Эмико — вынесенная в заглавие романа «заводная», генетически модифицированная японка — живет на положении рабыни в секс-клубе; узнав от хозяина Райли о существовании поселения ей подобных «пружинщиков» где-то на севере Таиланда, Эмико задается целью туда попасть и соблазняет Андерсона, став его любовницей. Капитан Джайди Роджанасукчаи работает в министерстве природы — консервативном силовом ведомстве, пытающемся защитить страну от экологических угроз самыми жесткими методами. Когда Джайди сжигает груз нелегально ввезенных в страну товаров, Андерсон и другие представители иностранных компаний оказывают давление на министра торговли Аккарата, чтобы тот приструнил ретивого служаку. Жену Джайди похищают, и запуганный капитан вынужден покаяться в коррупции и уйти монахом в буддистский монастырь. Позже Джайди пытается отомстить убийцам жены, проникнув в здание министерства торговли, но попадает в ловушку и погибает. Другие сотрудники министерства природы — «белые кители» — объявляют его мучеником и поднимают восстание против министерства торговли, захватывая власть над Бангкоком.
Среди работников на фабрике вспыхивает таинственная эпидемия — Хок Сен скрывает ее от Андерсона, боясь за свою карьеру, но восстание «белых кителей» путает карты всем: Хок Сен бежит с фабрики, Андерсон вынужден прятаться. Канья, бывший заместитель Джайди и его теперешний преемник, расследует обстоятельства эпидемии и просит совета у «Ги Бу Сена» — ученого Гиббонса, бывшего сотрудника «Агрогена», бежавшего от своих нанимателей. Андерсон и его коллега Карлайл заключают сделку с министром торговли Аккаратом и регентом Сомдетом Чаопрайей: они предлагают корпоративную армию для борьбы с министерством природы и новую линию риса в обмен на экономические преференции и доступ к банку семян. Андерсон также знакомит регента с Эмико, но это знакомство оказывается фатальным: Сомдет Чаопрайя навещает заведение Райли и становится участником особенно жестокого изнасилования Эмико, которая, взбунтовавшись, убивает своих мучителей. Министр Аккарат пользуется смертью регента, чтобы устроить контрпереворот — обвинив генерала Прачу в убийстве регента, он вводит в столицу Таиланда собственную тайскую армию, которая жестоко подавляет восстание «белых кителей». Хок Сен пытается захватить Эмико, чтобы сдать ее властям, но Андерсон убеждает его не делать этого: Хок Сена принимают на работу в «Агроген», в то время как Эмико остается с Андерсоном.
Как представляется героям, кризис счастливо разрешился. Аккарат — теперь фактический правитель страны — принимает капитуляцию Каньи, оставшейся во главе «белых кителей», и оставляет ее во главе министерства природы; «Агроген» привозит в страну рис, чтобы накормить голодных, и получает доступ к банку семян. Андерсон, однако, заболевает той самой болезнью, существование которой скрывал Хок Сен, и умирает на руках Эмико. Канья, считающая происходящее со страной позорным поражением, совершает отчаянный поступок — на церемонии открытия банка семян расстреливает представителей «Агрогена» и отдает приказ перепрятать банк семян и подорвать дамбу, защищающую Бангкок от мирового океана. Жители эвакуируются из затопленного города, Аккарат уходит в монахи, столицу переносят в Аюттхаю. Одинокая Эмико остается жить среди руин Бангкока. Однажды она встречается с «Ги Бу Сеном» — Гиббонсом, который тоже скрывается от властей. Генхакер обещает Эмико создать из ее клеток расу «Новых людей», способных размножаться и вытеснить старых людей с лица земли.